# Зарасайский деканат
Зараса́йский декана́т (лит. Zarasų dekanatas) — один из девяти деканатов епархии Паневежиса римско-католической церковной провинции Вильнюса. Объединяет приходы в пределах бо́льшей части (кроме Турмантского староства) Зарасайского района Утенского уезда Литвы. В настоящее время в Зарасайский деканат входит одиннадцать приходов. Головным храмом является, расположенная в Зарасае, церковь Пресвятой Девы Марии.
Должность окружного викария Зарасайского деканата занимает священник Ремигиюс Каваляускас (лит. Remigijus Kavaliauskas).

## Приходы деканата
- Анталептский приход (лит. Antalieptės Šv. Kryžiaus Atradimo parapija);
- Антазавский приход (лит. Antazavės Dievo Apvaizdos parapija);
- Авиляйский приход (лит. Avilių Šv. Kryžiaus Išaukštinimo parapija);
- Балтришкяйский приход (лит. Baltriškių Šv. Kazimiero parapija);
- Ваясишкский приход (лит. Vajasiškio Šv. Jono Krikštytojo parapija);
- Дягучяйский приход (лит. Degučių koplyčia (priklauso Zarasų parapijai));
- Дусятский приход (лит. Dusetų Švč. Trejybės parapija);
- Зарасайский приход (лит. Zarasų Švč. M. Marijos Ėmimo į dangų parapija);
- Имбрадский приход (лит. Imbrado Nukryžiuotojo Jėzaus parapija);
- Салакский приход (лит. Salako Švč. M. Marijos Sopulingosios parapija);
- Швядришкский приход (лит. Švedriškės Šv. Jono Krikštytojo parapija);